# Saša Petrović
Saša Petrović, bolj znan pod umetniškim imenom Challe Salle, slovenski reper; * 30. maj 1991, Ljubljana, Slovenija.

## Življenjepis
Njegovi starši so se v Slovenijo preselili leta 1988 iz Srbije. Ima mlajšo sestro Majo. Ko je bil star 16 let, sta se starša ločila. Že od rojstva živi na Vrhniki.

## Kariera
Svojo prvo pesem Rap je u modi je objavil decembra 2009, njegov prvi radijski komad Zmer bl lačn pa je izšel aprila 2010. Na začetku kariere je veljal za »gangsterskega reperja«, saj so njegova besedila vsebovala veliko kletvic in izražala jezo. Ker je zaslovel zlasti med mladim občinstvom, se je kasneje odločil za glasbo brez kletvic ter za zdrav življenjski slog.

## Zasebno
Januarja 2023 je z zaročenko Yvonne Srdoč dobil sina Alexa. Avgusta 2024 sta se Saša in Yvonne poročila. Junija 2025 se jima je rodila hčer Luna.
Junija 2024 so v javnosti zaokrožile hude obtožbe, da naj bi nadlegoval mladoletna dekleta. Po medijskem sporu z reperjem Zlatkom je slednji izdal pesem Klepc laže, v kateri je med drugim trdil, da se je Challe Salle intimno zapletal z mladoletnimi dekleti. Na družbenih omrežjih se je oglasilo več deklet, ki so podprle Zlatkove obtožbe. S ključnikom #JazTudi so se odzvali tudi v Inštitutu 8. marec ter dekletom izrazili podporo in ponudili pomoč. Petrović je vse obtožbe zanikal in kasneje vložil tudi tožbo proti Zlatku.

## Diskografija

### Albumi
- Kristalno jasno (2013)[14]

### Singli
- Midva (2011)
- Borba (2012)
- Volim do kraja (2012) z DJ Shonom in Goco Tržan
- Kristalno jasno (2013)
- Nebo gori (2014) z Raletom
- Polin kufer (2017)
- Kamikaza (2017) z Majo Šuput
- Lagano (2017)
- Gud vajb (2018)
- Letim (2018)
- Legenda (2018)
- Džekpot (2019)
- Nove zmage (2020)
- Pariz (2020)
- Uspeh (2021)
- Brez skrbi (2021)
- Javi mi (2022)
- Ona (2022)
- Dobr vem (2022)
- Superman (2023)
- Ulca zve use (2023)
- Želva 2 (2024)
- TATA (2024)